# Haubstadt
Haubstadt – miasto w Stanach Zjednoczonych, w stanie Indiana, w hrabstwie Gibson.